# سباق باريس روبيه 1948
طواف باريس 1948 هو سباق دراجات هوائية أقيم بتاريخ 4 أبريل، تكون السباق من مرحلة واحدة، وامتدّ لمسافة 246 كم، وبسرعة 43. 992 كم/س، استغرق السباق 5 ساعات و35 دقيقة و31 ثانية. فاز به البلجيكي ريك فان ستينبرجين.

## الترتيب
| م                     | الدرّاج            | البلد  | الزمن                       |
| --------------------- | ----------------- | ------ | --------------------------- |
| الفائز بالترتيب العام | ريك فان ستينبرجين | بلجيكا | 5 ساعات و35 دقيقة و31 ثانية |